# Пузырь на рынке недвижимости
Пузырь на рынке недвижимости — является разновидностью экономического пузыря, происходящей на рынке недвижимости и обычно следующей за земельным бумом. Земельный бум — это быстрый рост рыночных цен на недвижимость, в частности на жильё, пока они не достигнут неприемлемого уровня, а затем не снизятся. На вопросы о том, можно ли выявить и предотвратить появление пузырей на рынке недвижимости и имеют ли они более широкое макроэкономическое значение, школы экономической мысли отвечают по-разному.
Пузыри на рынке жилья имеют бо́льшее влияние на экономику, чем пузыри на фондовом рынке. Исторически сложилось так, что падение цен на акции происходит в среднем каждые 13 лет, длится 2,5 года и приводит к потере ВВП примерно на 4 процента. Скачки цен на жильё происходят реже, но длятся почти в два раза дольше и приводят к вдвое большим к потерям производства (МВФ, World Economic Outlook, 2003). Недавнее лабораторное экспериментальное исследование также показывает, что по сравнению с финансовыми рынками, рынки недвижимости имеют более длительные периоды бума и спада. Цены снижаются медленнее, потому что рынок недвижимости менее ликвиден.
Финансовый кризис 2007—2008 годов был связан с лопнувшими пузырями недвижимости, возникшими в разных странах в 2000-е годы.

## Признаки пузыря
- Финансовая доступность. Измеряется стоимостью недвижимости к величине ВВП. Может определяться для отдельной взятой территории как стоимость к доходам населения.
- Размер ипотечных платежей. Измеряется долей ипотечных платежей к доходу населения.
- Ставка аренды. Определяется как ставка аренды к стоимости дома.
- Рентабельность строительства. Определяется как прибыль к затратам.

## Причины
Пузырь на рынке недвижимости возникал по следующим причинам:
Факторы предложения:
- Законодательные ограничения застройки. В случае ограничения законодателем размеров строительства приводит к снижению предложения на рынке и снижению ликвидности рынка недвижимости. В Нью-Йорке, США, существует ограничение на этажность постройки, называемое зональностью. Каждая зона допускает определённую высотность зданий, что ограничивает плотность проживания на территории зоны.
- Самостоятельные ограничения застройки. В случае сговора/монополии застройщиков происходит сознательное ограничение объёмов строительства. Считается, что данная причина является одним из факторов взрывного роста цен в Москве.
- Естественные ограничения застройки. Территориальные ограничения являются частой причиной роста цен, особенно в центрах крупных городов.
- Ожидание доходности со стороны продавцов. Обладатели недвижимости, при росте цен ожидают дальнейшего удорожания недвижимости как инвестиционного объекта.

Факторы спроса:
- Значительное увеличение реальных доходов населения. В результате экономического роста богатеющие классы начинают вкладываться в недвижимость. Считается, что данная причина является одним из факторов взрывного роста цен в Москве.
- Развитие ипотеки. Приводит к увеличению доступности жилья для больших слоев населения, в развитых странах ипотечный спрос является преобладающим. Колебания процентных ставок на ипотечные займы сильно влияют на эту составляющую спроса.
- Отток средств инвесторов с рынка капитала на рынок недвижимости. При снижении доходности рынка капитала наблюдается отток средств в рынок недвижимости. Подобная тенденция обозначилась в США после прокола интернет-пузыря, когда значительные средства стали вкладываться в приобретение недвижимости.
- Ажиотажный спрос. В случае ряда причин возникает неадекватный, необоснованный ажиотаж. Примером служит кризис 1920-х годов во Флориде.
- Миграция населения.

## Предсказание момента разрыва пузыря
Как и для всех видов экономических пузырей, существуют разногласия по поводу того, можно ли выявить или предсказать пузырь недвижимости, а затем, возможно, предотвратить его. Несмотря на то, что индикаторы рынка недвижимости, свидетельствующие о его перегреве, давно проработаны, момент прокола пузыря предсказать не удаётся. Основная причина, препятствующая предсказанию — инерционность ожиданий продавцов относительно доходности. В итоге, корректировка часто производится за счёт инфляционной составляющей, без падения номинальных цен. Тем не менее, кризис 1990-х в Японии был ожидаем и привел к значительному снижению цен в номинальном и реальном выражении в течение 14 лет подряд.